# Aleksander (rzeka)
Aleksander (hebr. נחל אלכסנדר, arab. وادي الحوارات) – rzeka w Izraelu.
Bierze początek w górach Samarii, uchodzi do Morza Śródziemnego w okolicy miasta Natania. Długość rzeki wynosi około 45 km. Większość biegu rzeki znajduje się w dolinie Chefer.
Dopływami rzeki są strumienie: Schem, Taanim, Ometz, Bachan, Awichajl, Achzaw.
W parku narodowym występują żółwiaki afrykańskie.